# 요도촌 (교토부)
요도촌(일본어: 淀村)은 일본 교토부 오토쿠니군에 설치되었던 촌이다. 현재의 교토시 후시미구에 해당한다.